# DN-mobilen
DN-mobilen var en mobiltelefon från Dagens Nyheter och Nokia. Den lanserades i december 2007 och var en 3G-mobiltelefon av modell Nokia 6120 knuten till ett speciellt abonnemang hos Telenor där surfning på Dagens Nyheters webbsajt var kostnadsfri, till skillnad från övrig datatrafik som debiterades dessutom till den fasta abonnemangsavgiften om 199 kronor per månad. DN själv betraktade lanseringen som lyckad, webbtrafiken påstods ha ökat med 40 procent och i maj 2009 uppmärksammades konceptet med ett pris för "nätanvändande och interaktivitet" vid tidningsbranschens "INMA Awards" i Miami. Mobilsajten uppgavs då ha 47 000 besökare per vecka, osagt hur många av dessa som surfade via abonnemanget DN-mobilen. I och med lanseringen av Apple Iphone under 2007 och andra smarta mobiler under de följande åren, blev det vanligare att 3G-abonnemangens fasta avgift inkluderade en stor pott datatrafik (typiskt 1 gigabyte per månad), varvid behovet av särskilda villkor för webbsurfande föll bort. Först när strömmande musik- och videotjänster blev vanligare en bit in på 2010-talet återkom specialabonnemang med fördelar för vissa innehållsleverantörer, vilket väckte en diskussion om nätneutralitet som aldrig väcktes i Sverige 2007.